# Panneggio bagnato
Il panneggio bagnato è una tecnica scultorea ideata da Fidia nel V secolo a.C.

## La tecnica
Questa tecnica è una delle più innovative che caratterizzano il Partenone, dal momento che venne ideato per il tempio in questione. Differentemente dalle precedenti, permette di risaltare l'anatomia del corpo e di sfruttare il chiaroscuro in modo da rendere più realistica la raffigurazione. In questo modo era possibile rappresentare le divinità maschili (fino ad allora in nudità eroica) vestite, risaltandone ugualmente l'anatomia. Per quanto riguarda le divinità femminili (le quali venivano sempre rappresentate vestite con peplo e mantello) si poteva dare risalto alla loro anatomia, spezzando così una regola scultorea greca che durava da secoli. Viene chiamata panneggio bagnato poiché le vesti delle statue appaiono molto aderenti, come se fossero bagnate. 
Successivamente alla morte di Fidia, la tecnica ebbe grande successo durante l'Ellenismo e nel periodo del manierismo postfidiaco da tre grandi scultori: Prassitele, Skopas, Leochares.

## Il Partenone
Il Partenone fu uno degli incarichi più importanti che furono commissionati a Fidia, che infatti oltre ad occuparsi della parte decorativa si occupò anche della supervisione di tutti i lavori. Nel tempio questa tecnica è utilizzata nelle metope, nei frontoni e nel fregio a narrazione continua. 

## Applicazione nella pittura

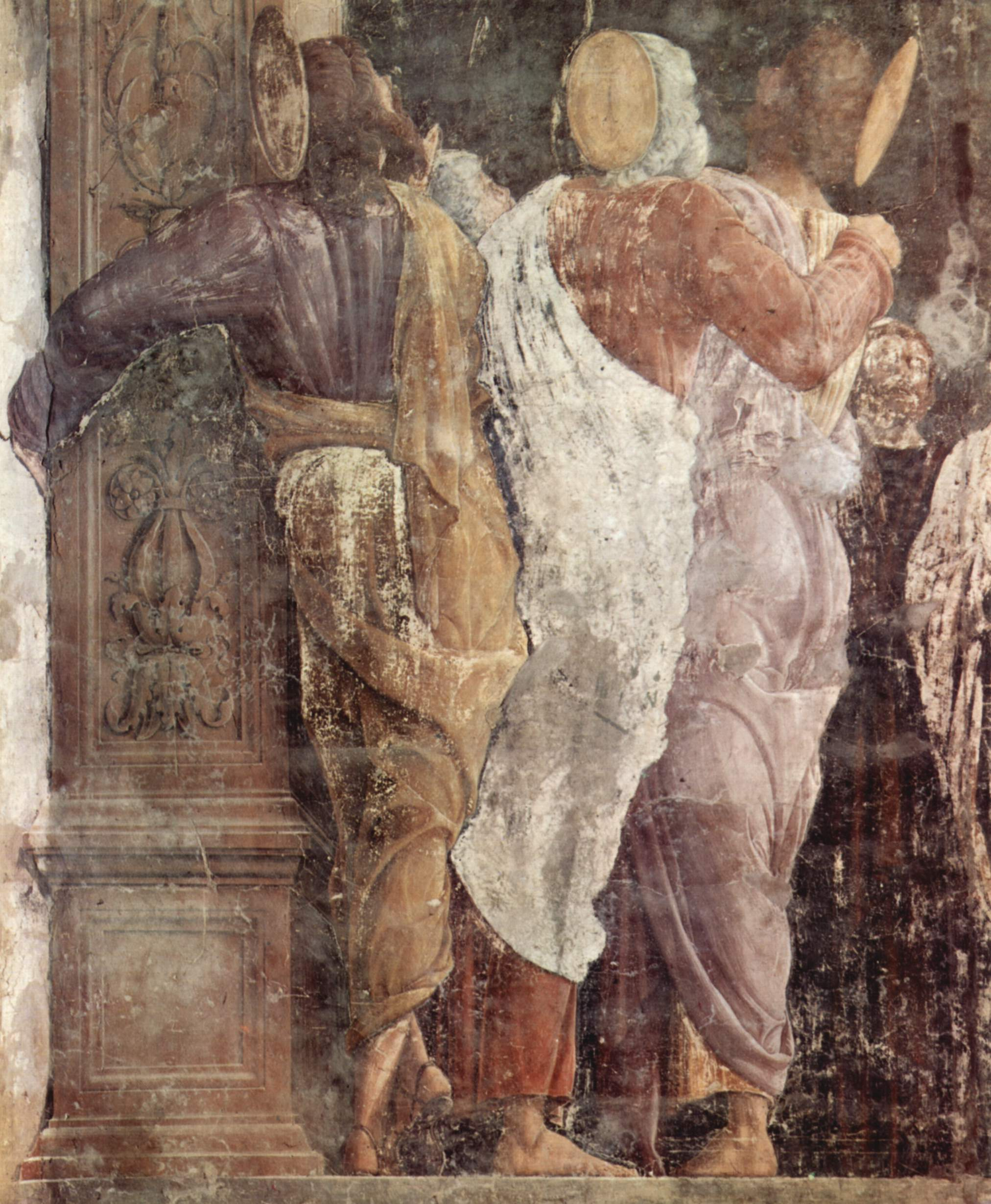
Andrea Mantegna: particolare dell'Assunzione della Vergine (Padova, cappella Ovetari)

Questa tecnica è stata traslata nella pittura per ottenere maggior naturalismo nelle figure: si predisponevano vesti su manichini, e si fissavano le pieghe naturali dei tessuti bagnando il tutto con acqua e gesso; in tal modo il pittore poteva studiare il dettaglio delle ombre e della luce da riportare poi nel dipinto.
Un esempio rinascimentale: Andrea Mantegna e Niccolò Pizzolo, affreschi per la cappella degli Ovetari nella chiesa degli Eremitani a Padova.